# Гнатенко Валерій Олександрович

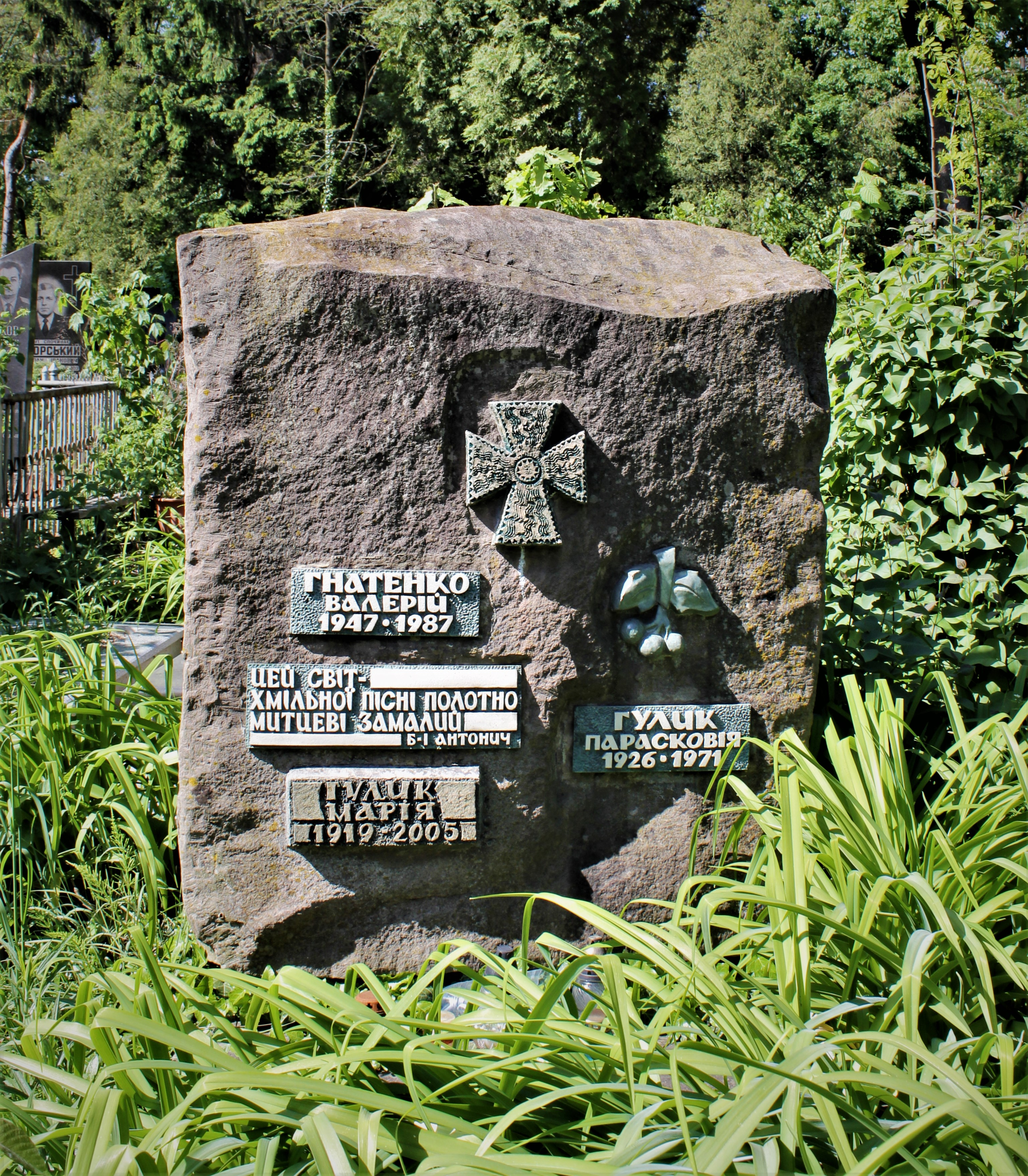
Пам'ятник на могилі графіка Валерія Гнатенка.

Вале́рій Олекса́ндрович Гнате́нко (нар. 16 березня 1947, м. Рені, Ізмаїльська область — 30 квітня 1987, Львів) — український живописець, графік, реставратор, громадський діяч. 

## Життєпис
Отримав початкову художню освіту у Білгород-Дністровській дитячій художній школі, від 1964 року продовжив навчання в Одеському художньому училищі імені Грекова, яке закінчив 1970 року. 
1970 року після одруження переїхав до Львова. Разом із товаришем Володимиром Магінським познайомився з львівськими митцями, зокрема Романом Сельським.
Навчався у Львівському інституті прикладного та декоративного мистецтва (1970—1972; виключений через політичні мотиви). Працював реставратором у Львівських науково-реставраційних майстернях (1971—1977). Реставрував Успенську церкву у Львові, іконостас церкви святого Архистратига Михаїла у  с. Кути Буського району, розписи церкви Воздвиження Чесного Хреста у Дрогобичі, монументальні розписи Львівського політехнічного інституту, станкове малярство в Острозького історико-архітектурному заповіднику, монументальні розписи в Ужгородському замку, у Вірменському соборі в Івано-Франківську, історико-архітектурному заповіднику у Скиті Манявському (Івано-Франківська область), Вірменському соборі в Івано-Франківську та ін. Від 1977 (з перервою 1980—1984) працював на Львівському виробничому комбінаті художнього оформлення. В останні роки важко хворів. Персональна виставка — у Львові (1988, посмертна).
Автор пейзажів, портретів, натюрмортів, ілюстрацій. У творчості яскраво відчувається вплив нар. мист-ва України. Виконав серію ілюстрацій до історичного роману Павла Наніїва «Тричі продана», виконана на папері тушшю. Книжка з цими ілюстраціями так і не вийшла з друку.
Похований на 60 полі Янівського цвинтаря у Львові.На могилі В.Гнатенка, встановлено нагробок роботи скульптора Петра Кулика.
Дружина — Стефанія Гулик-Гнатенко, діячка правозахисного руху, подруга Ірини Стасів-Калинець. 1968 року виключена з Львівського університету за читання книги В'ячеслава Чорновола «Лихо з розуму» про українських політв'язнів. Валерій і Стефанія одружилися 1970 року в Одесі. Дружину заарештували 1972 року за «антирадянську діяльність», а в художника вимагали публічного засудження діяльності дружини. Виховували сина Назара. Після смерті чоловіка Стефанії Гнатенко дозволили переїхати до США, 1988 року в Українському музеї у Нью-Йорку відбулася посмертна виставка творів Валерія Гнатенка.